# Lilu45
Lilu45 (in ucraino Лілу45?), pseudonimo di Ljudmyla Serhiïvna Bilousova (in ucraino Людмила Сергіївна Білоусова?; Kiev, 27 settembre 2000), è una cantante ucraina.

## Biografia
Lilu45 ha fatto il suo debutto discografico con l'album in studio Devočka na vozdušnom šare, promosso dal brano virale Vosem'. È poi uscito l'LP V naušnikach osen', composto durante una fase più matura. È stata successivamente candidata per lo YUNA alla miglior rivelazione.
A seguito dell'invasione dell'Ucraina da parte della Federazione Russa la cantante ha incominciato a registrare musica esclusivamente in ucraino, presentando l'album Koly Sonce sidaje za schyl (2022). Un mese dopo viene reso disponibile per il consumo il quarto LP, dal titolo Trudnošči perekladu, poi susseguito dall'album Arthaus.
Nel maggio 2023 ha fatto ritorno sulle scene musicali col disco Vsi divčata choroši. Čornyj lebid', invece, è stato messo in commercio qualche mese più tardi. Moja duša (2022) ha guadagnato popolarità dopo l'uscita della serie TV Slovo pacana. Krov' na asfal'te, comparando nella top ten di diverse piattaforme digitali russe.

## Discografia

### Album in studio
- 2021 – Devočka na vozdušnom šare
- 2021 – V naušnikach osen'
- 2022 – Koly Sonce sidaje za schyl
- 2022 – Trudnošči perekladu
- 2022 – Arthaus
- 2023 – Vsi divčata choroši
- 2023 – Čornyj lebid'
- 2024 – Nevdjačna hljadačka

### Singoli
- 2021 – U gory
- 2021 – Glasnymi
- 2021 – Vosem'
- 2021 – Vernut'sja domoj
- 2021 – Zlaja suka
- 2021 – Gladiolusy
- 2022 – Razgonjaju t'mu
- 2022 – Moja duša
- 2022 – Radisno (con Artem Pyvovarov)
- 2022 – Tancjuje zi smertju
- 2022 – Druže
- 2022 – Be Brave like Ukraine (con Mjusli UA)
- 2022 – Vapaparara
- 2023 – Ščedryk (con Dorofjejeva)
- 2023 – Potjah na Simferopol'
- 2023 – Divčynka iz Kyïvs'koho hetto
- 2023 – Avtomahistrali (con SadSvit)
- 2023 – Misto. Muzyka
- 2023 – Na ljustri
- 2023 – Davaj, dyvys'
- 2023 – Chto ty divčynko?
- 2024 – Ja spodivajus'
- 2024 – Morfin
- 2024 – Zupynjaty krov
- 2024 – Povitrja
- 2024 – Nasi "Dim Zvukozapysu" (con i Skrjabin e Dim Zvukozapysu)
- 2024 – Koho ty vyhadav?
- 2024 – A jakščo česno
- 2024 – Use ž taky druzi (con Ženja Halyč)
- 2025 – Skoro
- 2025 – Poruč z toboju